# بانياسكو
بانياسكو هيبلدية (كوميون) في مقاطعة كونيو في منطقة بيدمونت الإيطالية، وتقع على بعد حوالي 90 كيلومتر (56 ميل) جنوب شرق تورينو وحوالي 40 كيلومتر (25 ميل) شرق كونيو.
تقع بانياسكو على حدود البلديات التالية: باتيفولو وكاليزانو وليسيو وماسيمينو ونوتشيتو وبيرلو وبريولا وفيولا.

## روابط خارجية
- الموقع الرسمي